# Яцковський Михайло Іванович
Миха́йло Іва́нович Яцко́вський (14 лютого 1978, Житомирська область — травень 2022, біля м. Золоте-1, Луганська область, Україна) — військовослужбовець Збройних Сил України, учасник російсько-української війни, який загинув під час російського вторгнення в Україну.

## Життєпис
Народився 14 лютого 1978 року на Житомирщині, в сім'ї військовослужбовця. Мешкав у с. Вербівці на Тернопільщині.
У 2021 році уклав контракт з 24 ОМБр.
Загинув у травні 2022 року поблизу м. Золотого-1 Луганської області.
Залишилися донька, син, сестра та бабуся.

## Нагороди
- орден «За мужність» III ступеня (2022) (посмертно) — за особисту мужність і самовіддані дії, виявлені у захисті державного суверенітету та територіальної цілісності України, вірність військовій присязі[1].